# エルコーレ・バルディーニ
エルコーレ・バルディーニ（Ercole Baldini、1933年1月26日 - 2022年12月1日）は、イタリア・フォルリ出身の元自転車競技選手。

## 経歴
1956年のメルボルンオリンピック・個人ロードレースで優勝。この他、同年の世界自転車選手権・アマ個人追い抜き優勝、同年9月19日には、ミラノで44.870kmをマークして、アワーレコードを樹立した。翌1957年プロ転向。
1957年のジロ・デ・イタリアでは総合3位。その後開催された国内選手権個人ロードレースを制した他、グランプリ・デ・ナシオンでは2位に入り、トロフェオ・バラッキでは、ファウスト・コッピとコンビを組んで優勝を果たした。
1958年のジロ・デ・イタリアでは総合優勝（区間4勝）。オリンピック個人ロードレース優勝経験者として初めてグランツールを制覇した。また、国内選手権では連覇を達成。さらに同年の世界選手権・プロ個人ロードレースも制覇し、こちらも五輪個人ロード優勝経験者として、初めて世界選手権プロロードを制覇した。
その後、1959年のツール・ド・フランスでは総合6位（区間1勝）、1960年のグランプリ・デ・ナシオンを制覇したが、後に足の故障に苦しめられ、手術を施さねばならなくなるほどに悪化したことが原因となり、1964年を最後に現役を引退した。
引退後はイタリア自転車連盟会長などを歴任した。